# Amunicja myśliwska

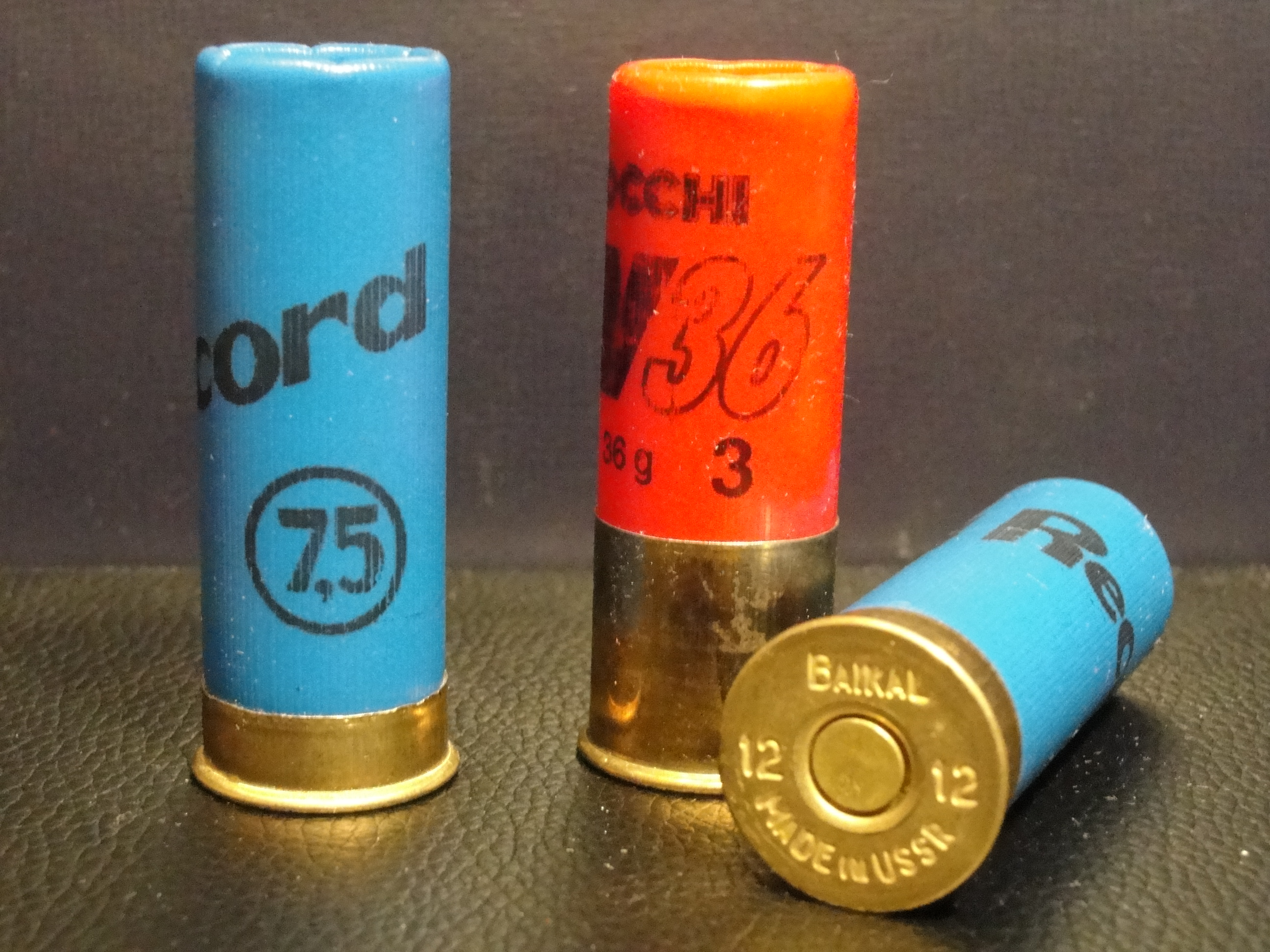
Amunicja myśliwska (śrutowa)

Amunicja myśliwska – amunicja stosowana do broni myśliwskiej (gładkolufowej i gwintowanej). Dzieli się ją na śrutową oraz kulową
Naboje śrutowe używane są do polowań na drobniejszą zwierzynę łowną. Składają się z łuski, spłonki, prochowego ładunku miotającego, przybitek, ładunku śrutowego i zatyczek. Łuska wykonana jest z tworzywa sztucznego lub tektury i służy do zespolenia w całość pozostałych elementów naboju. Ładunkiem miotającym jest zazwyczaj proch bezdymny nitrocelulozowy o masie równej 1/15 – 1/18 masy ładunku śrutowego. Śrut do naboju wytwarza się ze stopu ołowiu z antymonem i jest w kształcie równomiernych kulek o gładkiej powierzchni i ściśle znormalizowanej średnicy w granicach od 2,0 do 4,5 mm. Masa ładunku 27–40 g, a najczęściej 29–36 g.
Do broni o lufach gładkościennych stosuje się również amunicję, w której ładunek śrutowy zastąpiony jest pojedynczym pociskiem ołowianym. Są to pociski, w których część głowicowa stanowi przeważającą część masy, a stosunkowo lekka jest część tylna zwana stabilizatorem zapobiegająca koziołkowaniu pocisku podczas lotu. Najbardziej typowymi pociskami tej grupy są pociski skonstruowane przez niemiecką firmę Wilhelm Brenecke (tzw. breneki), a opracowane przez litewskiego wynalazcę Jakana. Produkowane są m.in. przez Państwową Wytwórnię Amunicji w Pionkach. Umożliwiają rażenie grubej zwierzyny łownej z odległości do 50 m. Prędkość początkowa wynosi ok. 500 m/s. Potrafią przebić drewno sosnowe o grubości 12–15 mm z odległości 50 m. Przybitki uszczelniające, które oddzielają ładunek prochowy od śrutowego zapobiegają przedostawaniu się gazów do ładunku śrutowego.
Amunicja przystosowana do strzelania z broni myśliwskiej z lufami gwintowanymi umożliwia rażenie grubej zwierzyny takiej jak dziki i jelenie na odległość do 200 m. W budowie są podobne do wojskowych nabojów karabinowych. Zbudowana jest z mosiężnej łuski o kształcie butelkowatym z szyjką i wystającą kryzą, ładunku miotającego z prochu piroksylinowego, spłonki i pocisku posiadającego rdzeń ołowiany lub wykonany ze stopu ołowiu z antymonem. Pokryty jest całkowicie lub częściowo płaszczem wykonanym ze stali platerowanej mosiądzem, rzadziej miedzią, tombakiem lub niklem.